# کیلا پرت
کیلا پرت (انگلیسی: Kyla Pratt؛ زادهٔ ۱۶ سپتامبر ۱۹۸۶) یک هنرپیشه، و نوازنده اهل ایالات متحده آمریکا است.
از فیلم‌های معروف او می‌توان به بازی در فیلم های شهر دیوانه، دکتر دولیتل، دکتر دولیتل ۲ و گروه پرستاران بچه  اشاره کرد.